# Ofener Metzen
Der Ofener Metzen war ein Volumen- und Getreidemaß und wurde bereits 1715 durch einen Reichstags-Beschluss für ganz Ungarn verbindlich vorgeschrieben.
- 1 Ofener Metzen = 75 Halbe/Icze (Preßburger) etwa 63,78 Liter
- 1 Ofener Metzen = 1 Pester Metzen = 1 ½ Preßburger Metzen[1]

Ab 1807 wurde dieser Metzen durch ein Gesetz vom Preßburger Metzen abgelöst. Dieser hatte nur 64 Halbe/Icze (Preßburger) und seine Größe war dem Preßburger Weineimer gleich.
- 1 Preßburger Weineimer = 2744 2/3 Pariser Kubikzoll = 54,4442 Liter